# Desmopachria varians
Desmopachria varians är en skalbaggsart som beskrevs av Wehncke 1877. Desmopachria varians ingår i släktet Desmopachria och familjen dykare. Inga underarter finns listade i Catalogue of Life.